# 罗平亚
罗平亚（1940年6月3日—），四川隆昌人，中国油田应用化学工程，石油工程专家，中国工程院院士。

## 生平
1963年毕业于四川石油学院。1995年当选为中国工程院院士。